# 亚历山大的彼得一世

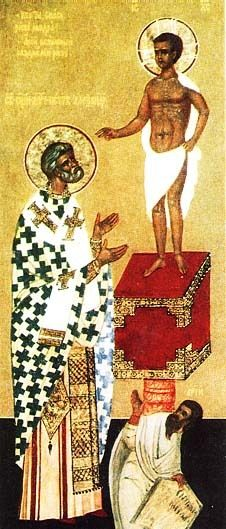
亚历山大的彼得一世

亚历山大的彼得一世 是第十七任亚历山大牧首，也是300年至311年期間的亚历山大牧首。他被亞歷山大科普特正教會、東正教和天主教視为圣人。 
亚历山大的彼得一世在亚历山大出生并长大。他起初是一名执事，最后成为一名祭司。 
亚历山大的彼得一世開始擔任亚历山大牧首的時候，正值戴克里先迫害基督教，在此期间，亚历山大的彼得一世被迫逃亡，後來又回到了亞歷山大。最終亚历山大的彼得一世於311年被羅馬帝國當局處決。